# Stora Grågåsvattnet
Stora Grågåsvattnet är en sjö i Uddevalla kommun i Bohuslän och ingår i Bäveån-Örekilsälvens kustområde. Sjön är 8 meter djup, har en yta på 0,025 kvadratkilometer och befinner sig 147,9 meter över havet.